# Ted Forrest
William Edward „Ted“ Forrest (* 24. September 1964 in Syracuse, New York) ist ein professioneller US-amerikanischer Pokerspieler.
Forrest ist sechsfacher Braceletgewinner der World Series of Poker, gewann 2006 die National Heads-Up Poker Championship sowie 2008 das Main Event der World Poker Tour. Im Jahr 2019 wurde er als einer der 50 besten Spieler der Pokergeschichte genannt.

## Pokerkarriere

### Werdegang
Forrest gewann 1993 drei Bracelets bei der World Series of Poker (WSOP) in Las Vegas. Danach konzentrierte er sich lange Zeit komplett auf Cash Games. Im Jahr 2004 kam er zur WSOP zurück und feierte mit zwei weiteren Armbändern einen großen Erfolg. Seitdem konzentrierte sich der Seven-Card-Stud-Spezialist immer mehr auf Hold’em und erzielte einige hervorragende Platzierungen bei der World Poker Tour und der Professional Poker Tour. Im März 2006 gewann Forrest die National Heads-Up Poker Championship. Er besiegte auf seinem Weg zum Titel Erik Seidel, Chad Brown, Ernie Dureck, Sam Farha, Shahram Sheikhan, Chris Ferguson und gewann den Hauptpreis von einer halben Million US-Dollar. Im März 2007 gewann Forrest ein Turnier der World Poker Tour in San Jose und ein Preisgeld in Höhe von 1,1 Millionen US-Dollar. Forrest spielt gewöhnlich um die höchsten verfügbaren Limits im Poker. Er war ein wichtiger Teil einer Spielergruppe, die ihr Geld zusammenlegte, um Heads-Up gegen den Milliardär Andrew Beal zu spielen. Das Spiel fand im Bellagio statt und hatte Limits von 50.000 und 100.000 US-Dollar. Er erreichte bei der zweiten Staffel von Poker Superstars das Achtelfinale. Bei High Stakes Poker war er in den ersten beiden Staffeln zu sehen. Im Rahmen der 50. Austragung der World Series of Poker wurde Forrest im Juni 2019 als einer der 50 besten Spieler der Pokergeschichte genannt.
Insgesamt hat sich Forrest mit Poker bei Live-Turnieren knapp 6,5 Millionen US-Dollar erspielt.

### Braceletübersicht
Forrest kam bei der WSOP 39-mal ins Geld und gewann sechs Bracelets:
| Jahr | Buy-in (in $) | Turnier           | Teilnehmer | Preisgeld (in $) |
| ---- | ------------- | ----------------- | ---------- | ---------------- |
| 1993 | 5000          | Seven Card Stud   | 057        | 114.000          |
| 1993 | 1500          | Seven Card Razz   | 129        | 077.400          |
| 1993 | 1500          | Omaha 8 or better | 200        | 120.000          |
| 2004 | 1500          | Seven Card Stud   | 258        | 111.440          |
| 2004 | 1500          | No Limit Hold’em  | 834        | 300.300          |
| 2014 | 1500          | Seven Card Razz   | 352        | 121.196          |